# Universität Tibet
| Tibetische Bezeichnung                                  |
| ------------------------------------------------------- |
| Tibetische Schrift: བོད་ལྗོངས་སློབ་གྲྭ་ཆེན་མོ་                   |
| Wylie-Transliteration: bod ljongs slob grwa chen mo     |
| Aussprache in IPA: [pʰøʔtɕoŋ lopʈʂʰa tɕʰẽmo]            |
| Offizielle Transkription der VRCh: Poijong Lobcha Qênmo |
| THDL-Transkription: Botjong Lopdra Chenmo               |
| Andere Schreibweisen: —                                 |
| Chinesische Bezeichnung                                 |
| Traditionell: 西藏大學                                  |
| Vereinfacht: 西藏大学                                   |
| Pinyin:Xīzàng dàxué                                     |

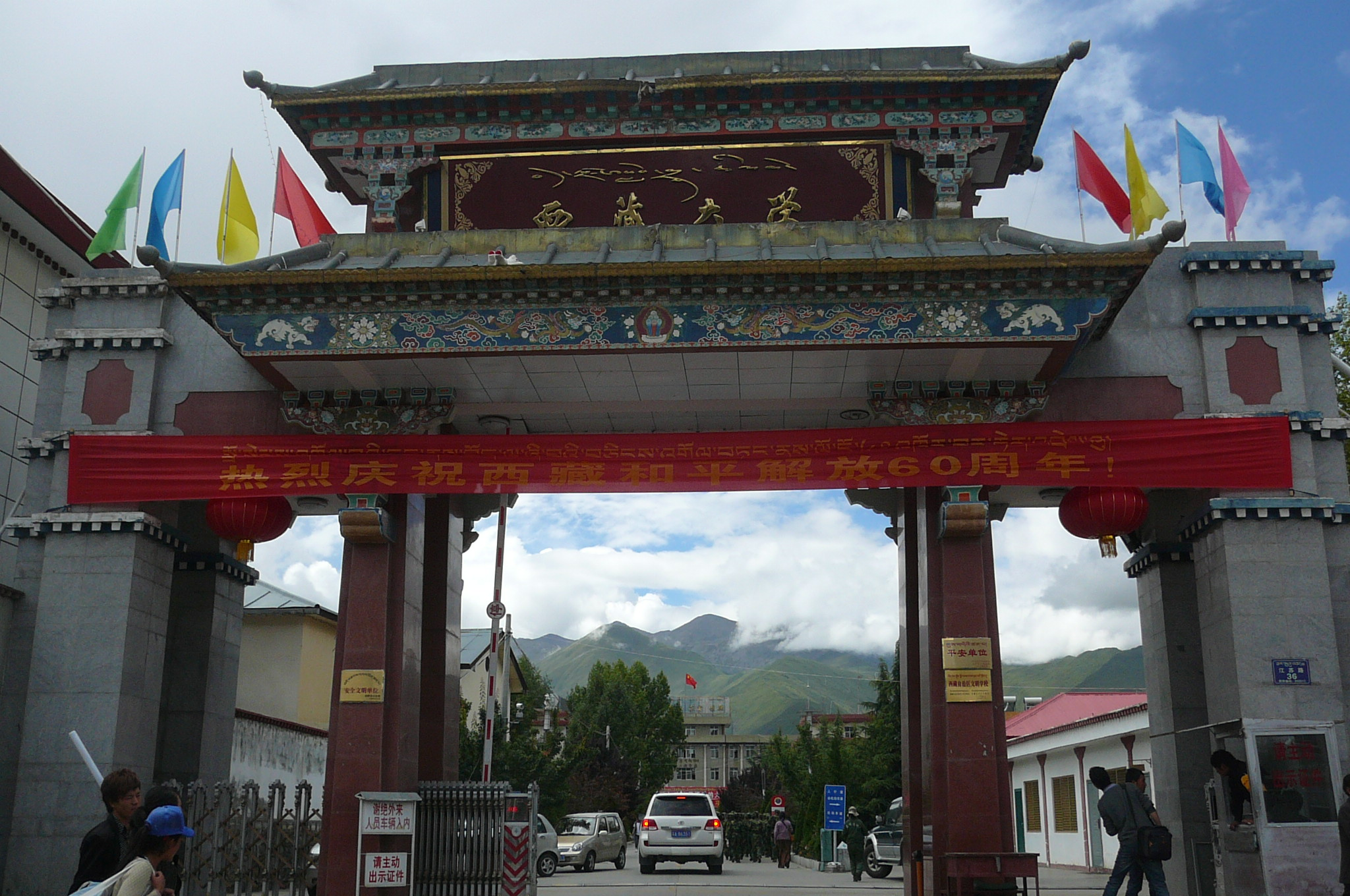
Haupttor der Universität Tibet

Die Universität Tibet ist die wichtigste Hochschule des Autonomen Gebietes Tibet in der Volksrepublik China. Die beiden Hauptcampi der Universität befinden sich in Lhasa, eine Zweigstelle in Nyingchi.

## Geschichte
Die Universität geht auf einen tibetischsprachigen Kader-Ausbildungskurs der Volksbefreiungsarmee im Dezember 1951 zurück. 1951 wurde die Kaderschule des Militärbezirks Tibet gegründet, die 1956 in Regionale Kaderschule Tibet umbenannt wurde. Auf deren Grundlage wurde 1961 die Verwaltungskaderschule Tibet gegründet, die im Oktober 1965 in Pädagogische Schule Tibet und im Jahr 1975 in Pädagogisches Institut Tibet umbenannt wurde. Im Mai 1983 beschloss der Staatsrat der Volksrepublik China, auf dessen Grundlage die Universität Tibet zu gründen, was am 20. Juli 1987 geschah. Seit 1999 wurden noch die Kunstakademie des Autonomen Gebietes Tibet, die Medizinische Hochschule Tibet und die Medizinische Fakultät des Nationalitäteninstitutes Tibet sowie die Finanz- und Wirtschaftsschule des Autonomen Gebietes Tibet der Universität Tibet angegliedert. Sie untersteht sowohl dem zentralen Bildungsministerium in Peking als auch der lokalen Regierung von Tibet.

## Campus
Die Universität hat eine Gesamtfläche von 11,795 Quadratkilometern und ist auf mehrere Standorte verteilt.

## Gliederung
Die Universität hat Fakultäten für Sprach- und Literaturwissenschaft, Naturwissenschaften, Technik, Medizin, Kunst, Wirtschaft und Management, Tourismus und Fremdsprachen, Politik und Recht, Pädagogik, Finanzen, ein Forschungszentrum für tibetischsprachige Informationstechnologie, ein Institut für Erwachsenenbildung, eine Abteilung für Ideologie, Politik und Theorie sowie eine Abteilung für ausländische Studierende.

## Studium
Die Universität bietet 15 Doktoratsstudiengänge (darunter in Ethnologie, Chinesischer Sprache und Literatur sowie Ökologie), 70 Masterstudiengänge (darunter Biologie, Informatik, Musik- und Tanzwissenschaft, Kunstwissenschaft und Klinische Medizin) und 52 Bakkalaureatsstudiengänge in zehn Bereichen (Wirtschaft, Recht, Bildung, Literatur, Geschichte, Naturwissenschaften, Medizin, Management und Kunst) an. Ein nationaler Schwerpunkt-Studiengang an der Universität ist Tibetische Sprache und Literatur.

## Lehrkörper
Die Universität hatte im April 2017 einen Lehrkörper von 1134 Personen, davon 74 Professoren und 269 Assistenzprofessoren.

## Studierende
Im April 2017 hatte die Universität Tibet mehr als 27000 Studierende, darunter 9338 in Bakkalaureatsstudiengängen, 670 in Masterstudiengängen, 40 Doktoranden, 17 ausländische Studierende und mehr als 17000 Teilnehmer an Lehrgängen der Erwachsenenbildung.
Im Jahr 2015 waren 54 Prozent der Absolventen Tibeter und 43 Prozent Han-Chinesen; 2016 waren 48 Prozent der Absolventen Tibeter und 49 Prozent Han-Chinesen.

## Internationale Zusammenarbeit
Die Universität hat Kooperationsabkommen mit rund einem Dutzend Hochschulen im Ausland (darunter in Norwegen, Japan, den USA, Italien, Großbritannien, Deutschland und Nepal).

## Leitung
Parteisekretär der Universität (und gleichzeitig stellvertretender Vorsitzender des Volkskongresses des Autonomen Gebietes Tibet) Nyima Cering ཉི་མ་ཚེ་རིང་/尼玛次仁. Rektor der Universität (und gleichzeitig stellvertretender Parteisekretär der Universität) ist Jì Jiànzhōu 纪建洲.